# Schloss Kremzow
Das Schloss Kremzow war ein Schloss im Dorf Kremzow in der preußischen Provinz Pommern. Die Ruine liegt heute in der Woiwodschaft Westpommern in Polen.

## Geschichte
Kremzow ist ein altes Lehensgut der  Familie von Wedel, einem der schlossgesessenen Adelsgeschlechter in Pommern. Eine Burg nahe dem Ort bestand schon im 13. Jahrhundert. Zu den Wedelschen Gütern gehörten auch die Güter Blumberg, Brallenthin, Krüssow, Gerzlow, Repplin, Schöneberg, Zernikow und Sandow.
Auf Kremzow saßen zeitweise drei Familiengeschlechter des schloss- und burggesessenen Geschlechts der Wedel. Die Fundamente dieser Häuser wurden zum Bau der Wirtschaftsbauten des neuen Schlosses verwendet. Um 1700 wurde der spätere Südflügel der Anlage erbaut.
Lupold Christoph von Wedel (1722–1803) war legendär in der Gegend. Eine überlieferte Legende ist, dass er einst dem sich im Manöver befindlichen Friedrich dem Großen begegnete. Von Wedel erkannte den König nicht, doch man fand Gefallen aneinander, und schließlich fragte der Alte Fritz: ,Wer ist er denn?‘ Darauf antwortete von Wedel: ,Ich? Ich bin der reiche Wedel aus Kremzow. Wer ist er denn?‘ Der König: ,Ich bin der arme Fritz aus Potsdam.‘
Nach der Einnahme des Ortes durch die Rote Armee im Februar 1945 wurde der Südflügel zerstört. Der Haupttrakt verfiel in den 1950er Jahren. Heute zeugen nur noch Schuttberge vom Bau.

## Bauwerk
Das Schloss der Familie von Wedel entstand in drei Bauperioden. In der ersten Phase wurde um 1700 der späteren Südflügel als zweigeschossiger, von einem Satteldach mit Fledermausgauben gedeckter Bau errichtet. An der südlichen Schmalseite des Baus befand sich ein fast hausbreiter dreigeschossiger Rechteckturm. An diesen Flügel fügte Lupold Christoph von Wedel in der zweiten Hälfte des 18. Jahrhunderts zwei Trakte in Längsrichtung des alten Gebäudes an. Von 1817 bis 1820 ließ Lupold Wilhelm von Wedel die von seinem Vater errichteten Trakte abreißen und formte einen klassizistischen Putzbau auf T-förmigem Grundriss. Bemerkenswert war der 80 Meter vom Hauptportal in klassizistischen Formen errichtete dreistöckige Turm. Dieser markierte auch den Zugang zu einem besonderen Rechtsbezirk des Schlosses. Ein ähnlicher Turm hat sich im mecklenburgischen Remplin erhalten.